# Rueda de ferrocarril

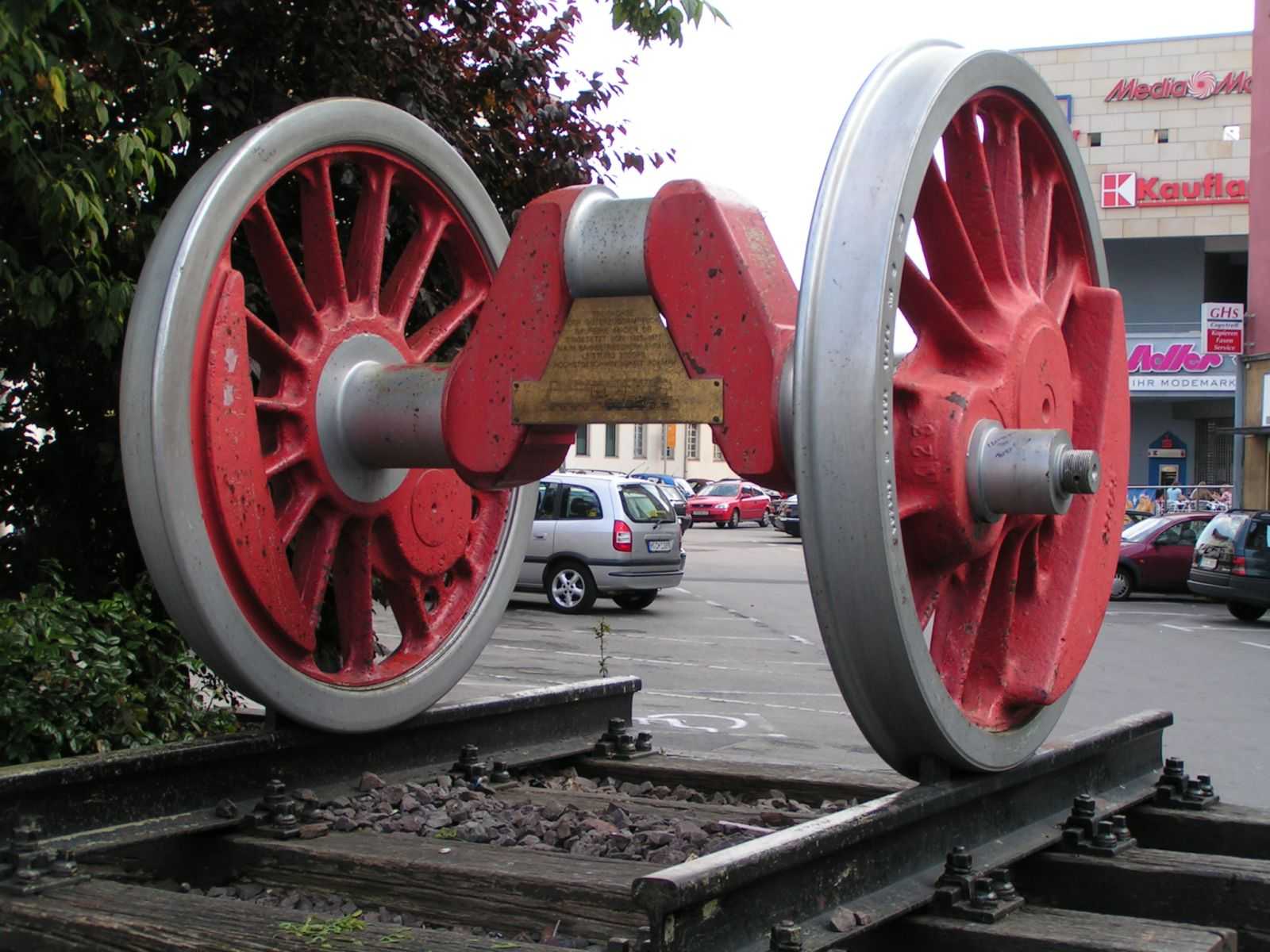
Juego de ruedas motrices de una locomotora de vapor. En los lados exteriores se observan los pasadores de los cigüeñales de los cilindros exteriores. A su vez, en el centro del eje se sitúa el cigüeñal para el tercer cilindro, convirtiéndose en un eje tractor. Los grandes segmentos de contrapeso compensan los desequilibrios de las masas en movimiento, especialmente de las bielas y de las barras de acoplamiento.

Las ruedas de ferrocarril están especialmente configuradas para poder circular sobre raíles, soportar cargas elevadas, y en el caso de las locomotoras, para transmitir eficazmente hasta la banda de rodadura el esfuerzo tractor generado por los motores. Normalmente se utilizan emparejadas rígidamente a un mismo eje, formando juegos de ruedas. Su diseño ha evolucionado considerablemente a lo largo de la historia del ferrocarril. Así, originalmente se utilizaron ruedas con radios, más adelante aparecieron las ruedas macizas, después las ruedas con llantas, y por último, las ruedas monobloque. Según su función, se distingue entre ruedas motrices y ruedas de apoyo. 
El desarrollo del sistema rueda-carril ha llevado a adoptar el perfil cónico de la superficie de rodadura de las ruedas, lo que a su vez provocó la aparición de un efecto conocido como movimiento de lazo. 

## Ruedas de radios

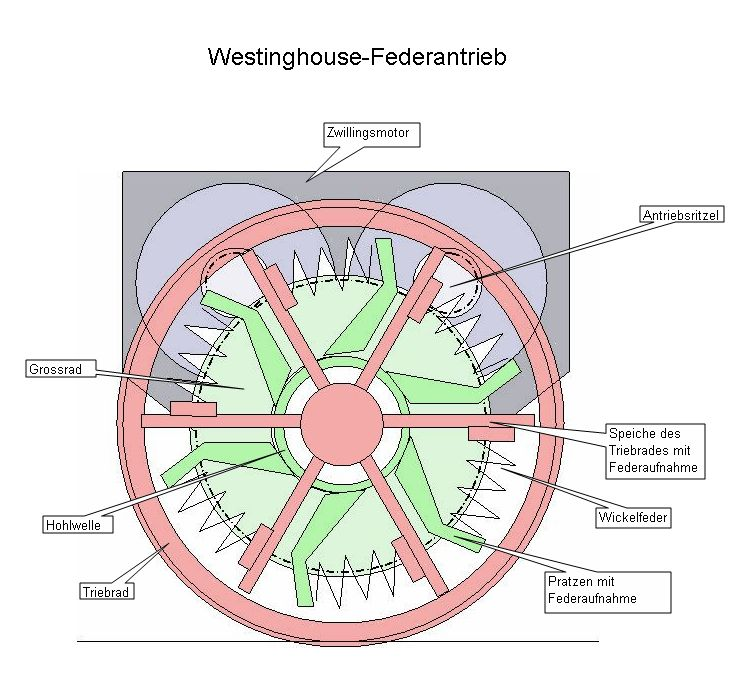
Rueda de radios de una locomotora eléctrica Westinghouse, con los resortes del sistema de transmisión gradual de la tracción en su interior

El diseño de las primeras ruedas de ferrocarril estuvo influido por la tradición de los carros tirados por caballos, y a menudo se utilizaron ruedas con radios de madera. Por ejemplo, la locomotora estadounidense John Bull, construida en Inglaterra en 1830, disponía de juegos de ruedas fijos, y las ruedas motrices tenían los cubos hechos de hierro fundido, los radios y los cercos se fabricaron con madera dura de robinia, y las llantas de tres cuartos de pulgada de grosor (1,8 cm) a su vez eran de hierro forjado. 
Aunque las grandes ruedas motrices de las locomotoras de vapor posteriores se fabricaron completamente de acero, todavía se diseñaron como ruedas de radios para ahorrar peso. Las primeras locomotoras eléctricas también tenían ruedas de radios, una característica que se convirtió en una necesidad funcional para poder ubicar en el espacio existente entre radio y radio los resortes que servían para hacer gradual la entrega de potencia de los motores.

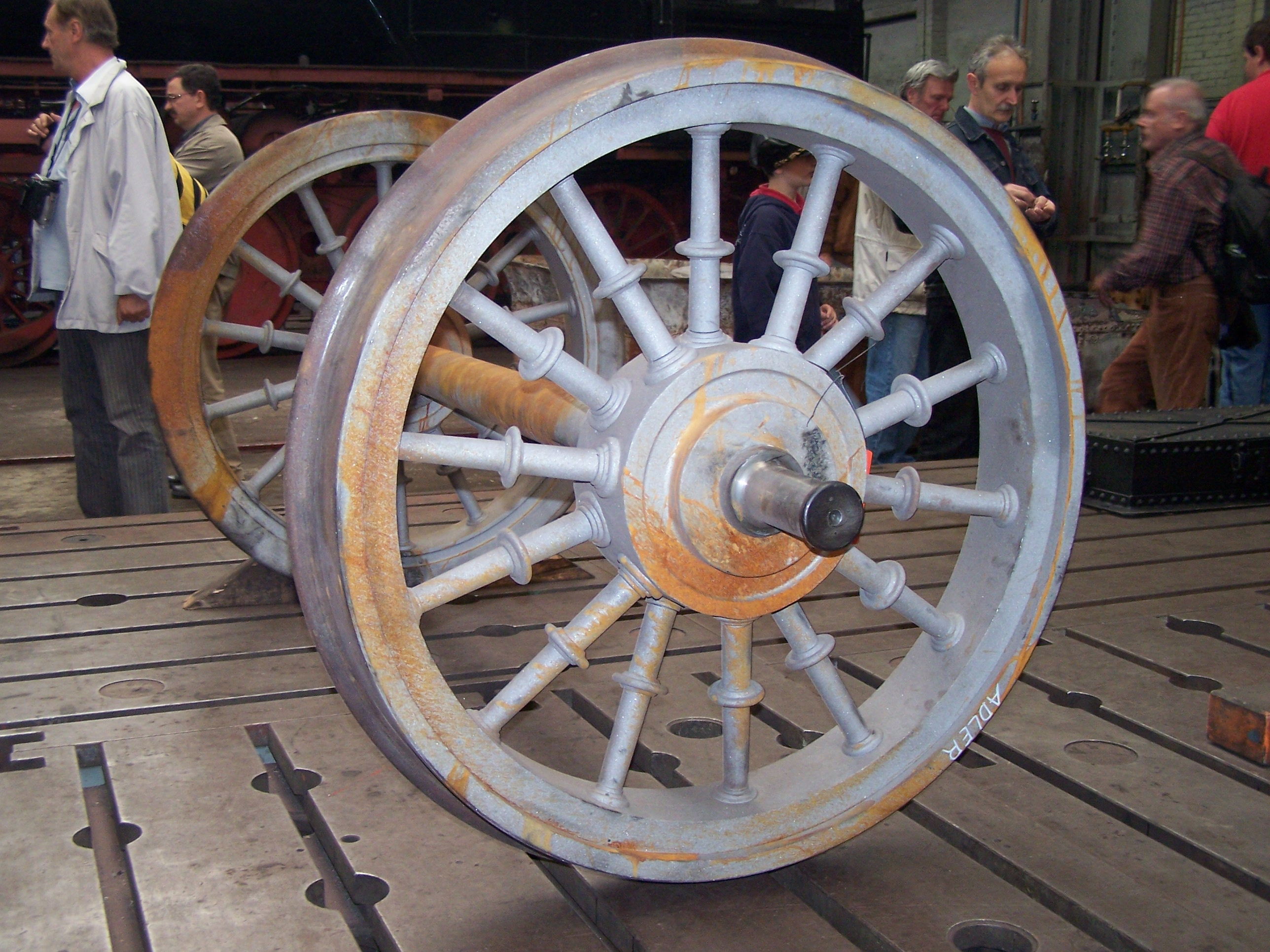
Réplica de las ruedas radiales de la locomotora Adler (original 1835, réplica 1935)
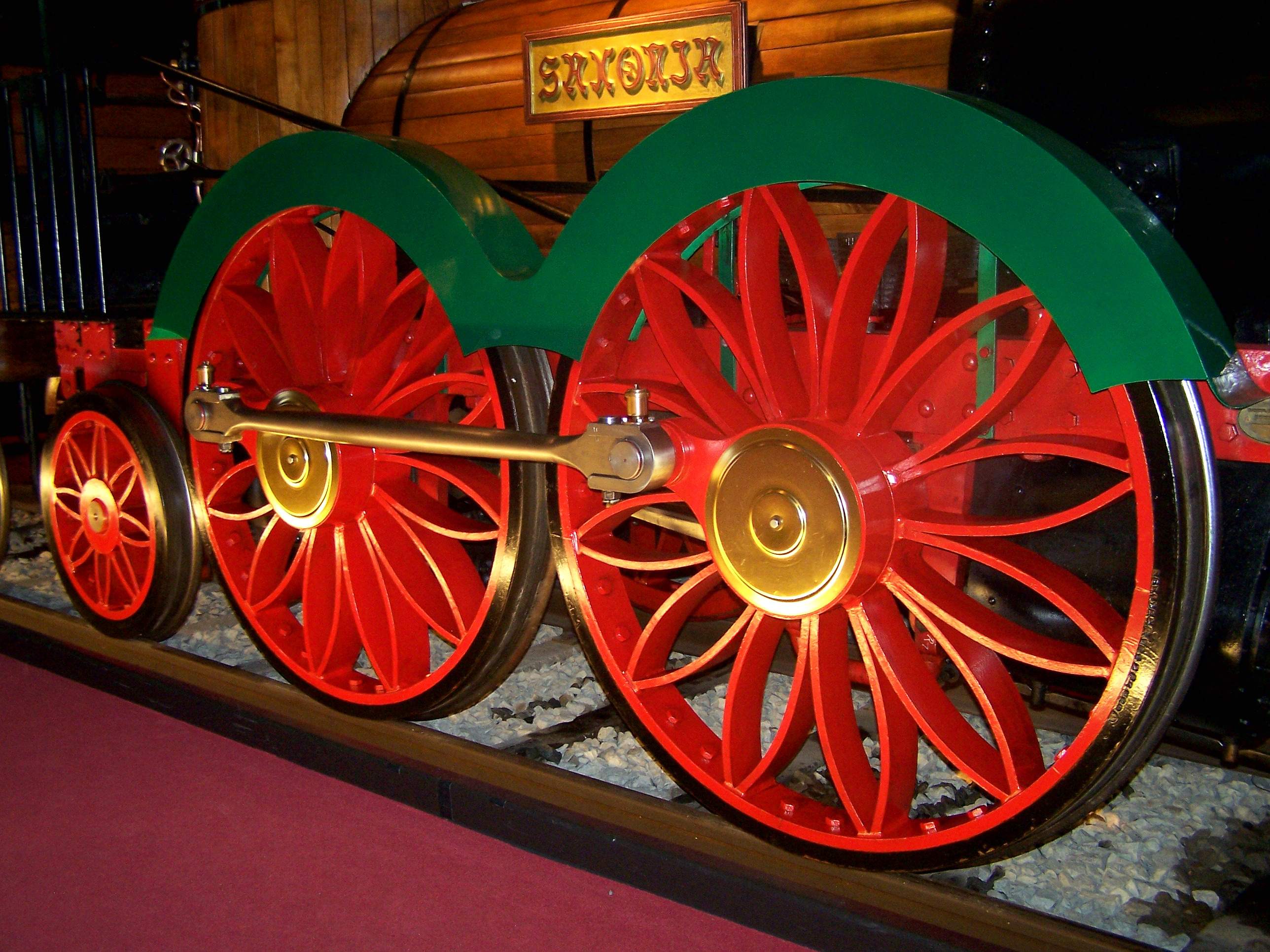
Ruedas con radios curvos en una réplica de la Saxonia (original 1838, réplica 1988)
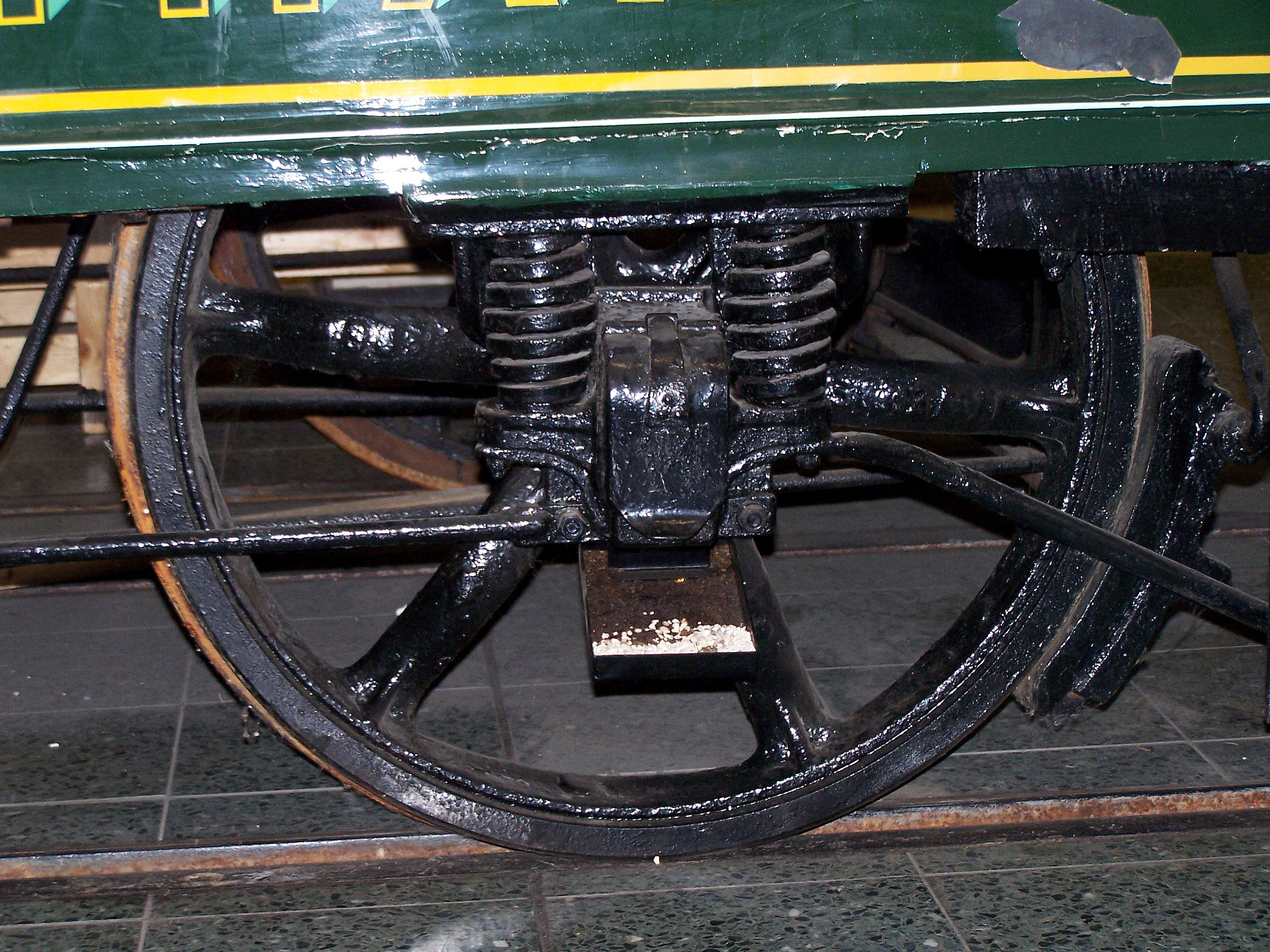
Rueda de radios de un carruaje FTG. Museo del Transporte de Fránkfurt (1872)
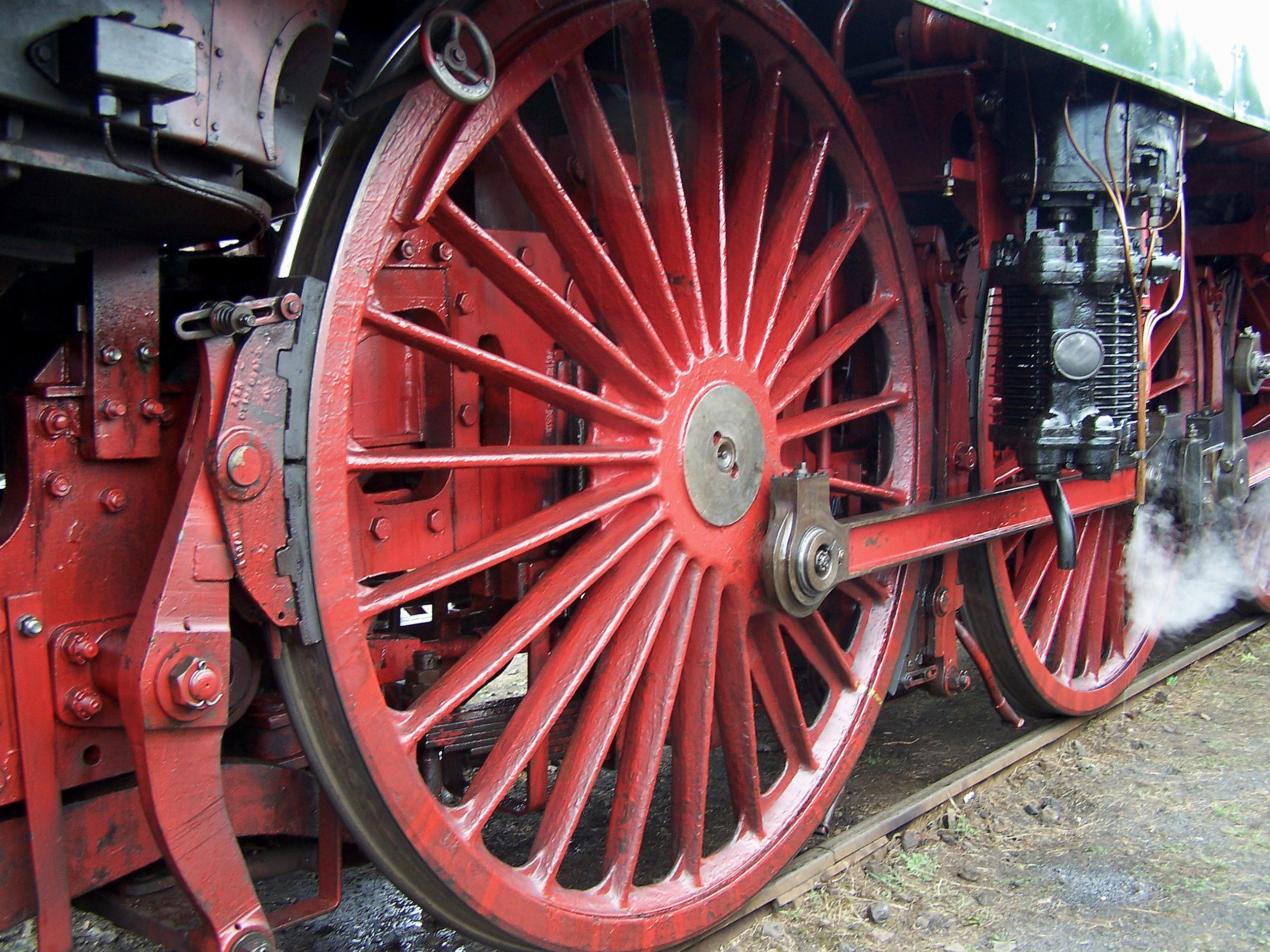
Rueda de radios de 2,30 m de diámetro de la locomotora 61 002 (1939)

### Pintura
Las ruedas pueden tener una capa de pintura, pero siempre sin cubrir las bandas de rodadura ni las superficies laterales de las llantas (donde actúan las zapatas de los frenos). Además de la protección contra la corrosión, la pintura también cumple las funciones de hacer visibles las zonas de calentamiento excesivo y las grietas. 
En caso de un recalentamiento excesivo debido a una caja caliente o a un freno bloqueado, la pintura se quema con una importante generación de humo. Cuando se enfría, aparecen exfoliaciones y cambios de color muy visibles. 
Una coloración adecuada de la rueda puede ayudar a identificar a tiempo el daño causado por las grietas. Para las ruedas de radios de las locomotoras de vapor alemanas, se eligió un color rojo en el que las fisuras eran claramente visibles, ya que los residuos de grasa oscuros acumulados en las grietas, contrastaban claramente con el rojo brillante. Un color más claro hubiera sido inapropiado para detectar la aparición del metal brillante bajo un desconchado. 
Con las llantas montadas, se pintan cuatro marcas en cada una para comprobar si siguen correctamente alineadas. En el Ferrocarril Rético, por otro lado, la pintura en blanco y negro cumplía la tarea de identificar más fácilmente el bloqueo de las ruedas. Debido a la influencia sobre el funcionamiento del freno de vacío de las diferencias de altura en las rutas recorridas, y especialmente en invierno con nieve y hielo, existe un riesgo particularmente alto de que el freno bloquee las ruedas. 
En los ferrocarriles estadounidenses de hoy en día, generalmente están prohibidos los recubrimientos de pintura sobre las ruedas.

## Ruedas Boxpok

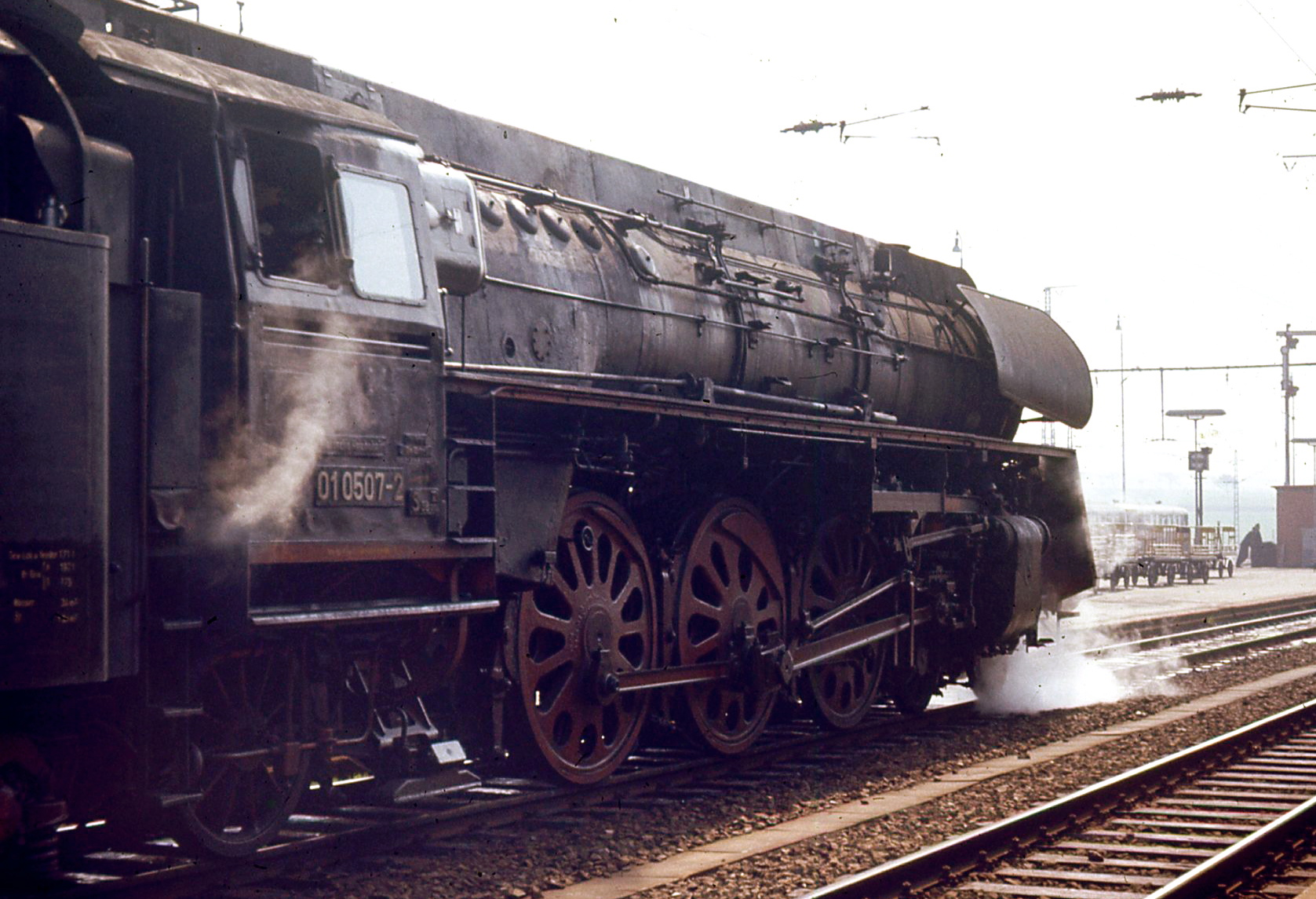
01 0507 (serie DR 01.5) con ruedas Boxpok

Una alternativa a la rueda de radios es el diseño "Boxpok" patentado por la Corporación General de Fundiciones de Acero de EE. UU. (Granite, Illinois) (en inglés, "boxed spoke", radios en caja), en el que la rueda está diseñada con radios huecos utilizando una sección transversal en forma de U. Los huecos laterales que quedan entre los radios son aproximadamente ovales, y forman una composición de diferentes tamaños. Para una carga dada, son más ligeras que las ruedas de radios convencionales. 

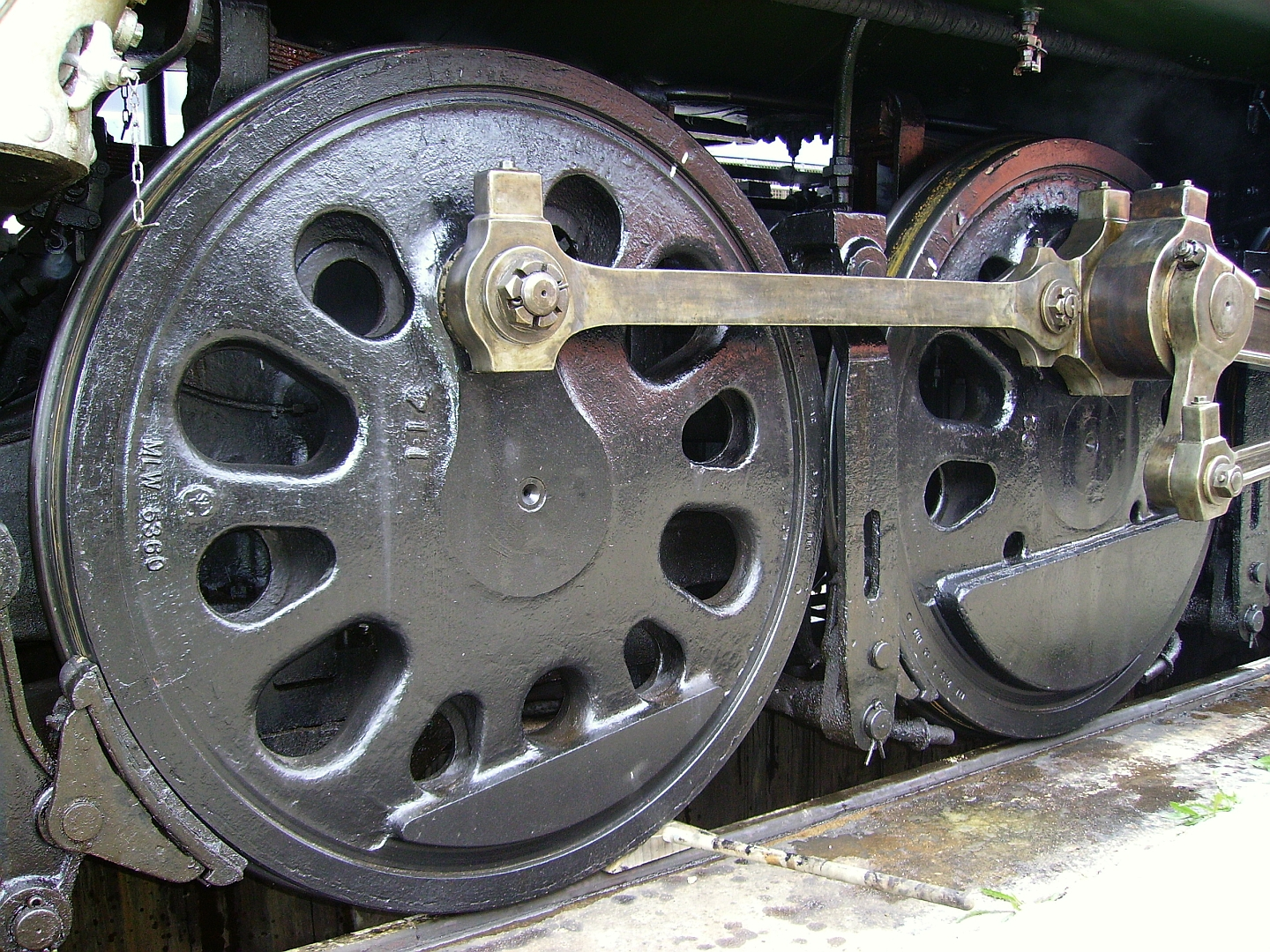
Ruedas Boxpok de la locomotora SNCF 141 R 1199

Similares a la rueda Boxpok fueron la rueda de disco Baldwin (patentada por la Baldwin Locomotive Works de Eddystone, Pensilvania); y la rueda de disco gemelo Scullin (conocida por la locomotora aerodinámica J-3a Hudson del Ferrocarril Central de Nueva York, ideada por el diseñador industrial art déco Henry Dreyfuss para la Scullin Steel Co. de San Luis, Misuri). La rueda Bulthard Firth Brown (rueda BFB) desarrollada en el Reino Unido por Oliver Bulleid y Firth Brown no era hueca, pero el disco de la rueda tenía una sección transversal trapezoidal.
En Europa se adoptaron las ruedas del tipo Boxpok particularmente después de la Segunda Guerra Mundial, como en la serie SZD P36 (P36) de la Unión Soviética y las locomotoras Mikado SNCF serie 141 entregadas a Francia en grandes cantidades desde Estados Unidos y Canadá como ayuda para la reconstrucción. Las únicas locomotoras de vapor alemanas de este tipo eran ocho tractores rápidos del tipo DR Clase 01.5 equipados con ruedas Boxpok, pero debido a defectos de fabricación, estas ruedas fueron sustituidas de nuevo por ruedas convencionales reforzadas..

## Llantas
Las ruedas con llantas consisten en un cuerpo de rueda central y un cerco metálico que lo encierra. Cada uno de estos componentes está hecho de una aleación de acero diferente, adecuada a un propósito específico, que pueden procesarse por separado antes de ensamblarse (por ejemplo, procediendo al forjado de las llantas). Este principio de diseño todavía conserva algunas ventajas, aunque cada vez se utiliza menos. En el siglo XIX, las alternativas disponibles eran: 
- Un cuerpo de hierro fundido homogéneo (susceptible a fracturas en su perímetro)
- Un cuerpo homogéneo de acero fundido (este material todavía no se producía económicamente)
- Una rueda torneada totalmente homogénea (una solución cara)
- Un cuerpo de forja homogéneo (tampoco era una solución económicamente viable)

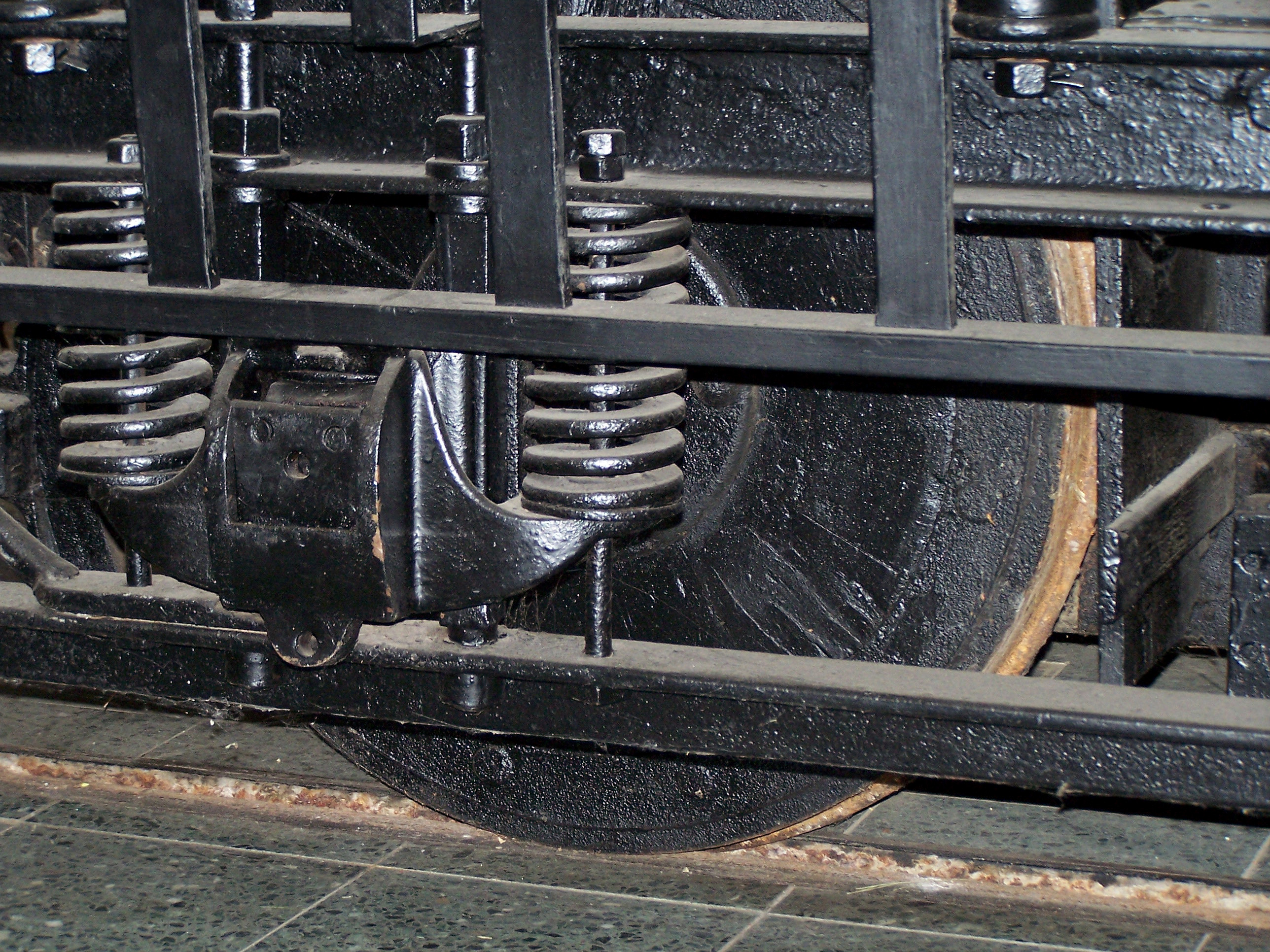
Rueda de disco de madera con llanta de acero (Tranvía de Frankfurt]) (1884)
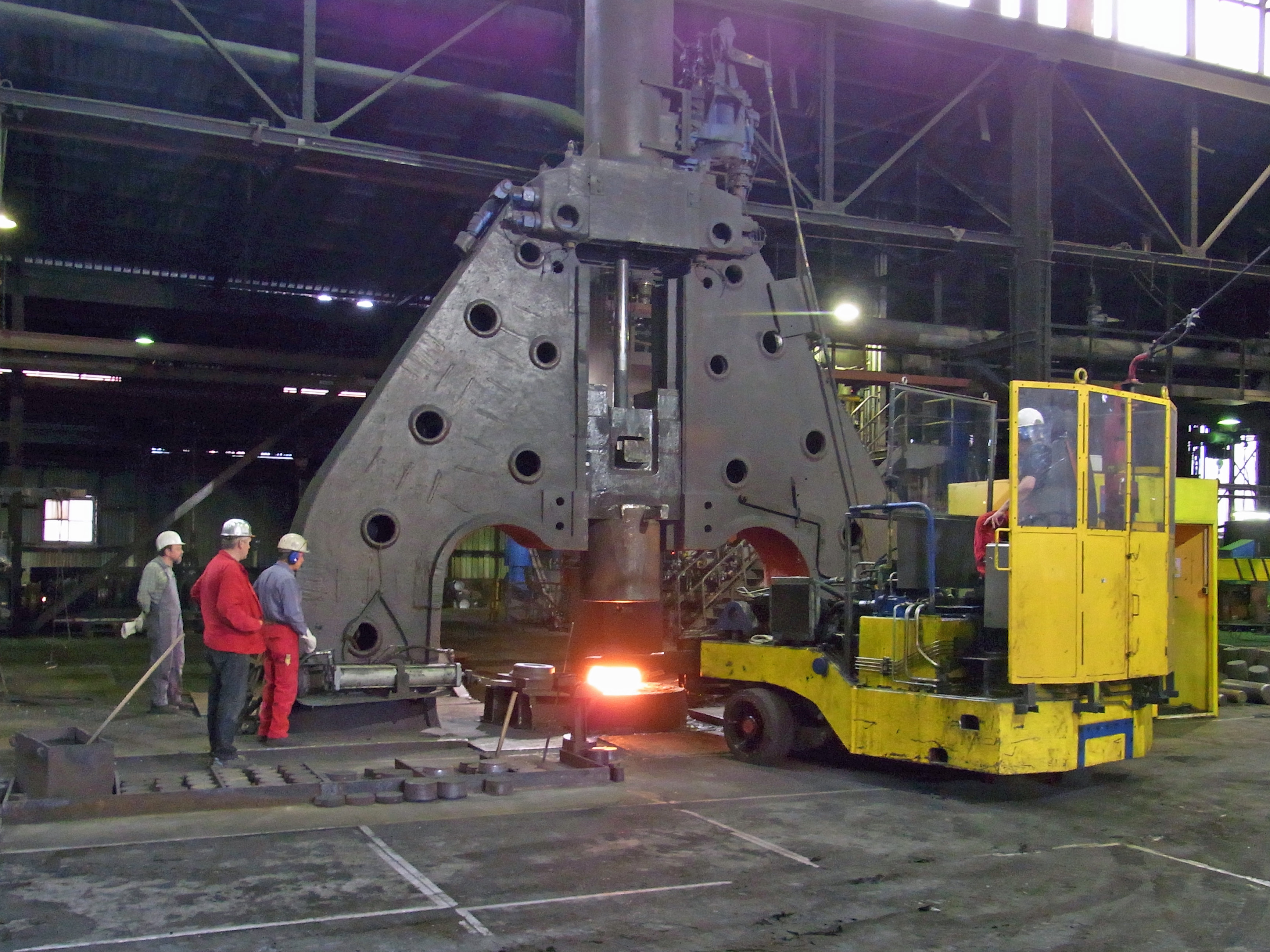
Fabricación de una llanta (al rojo blanco) con una prensa (2010)
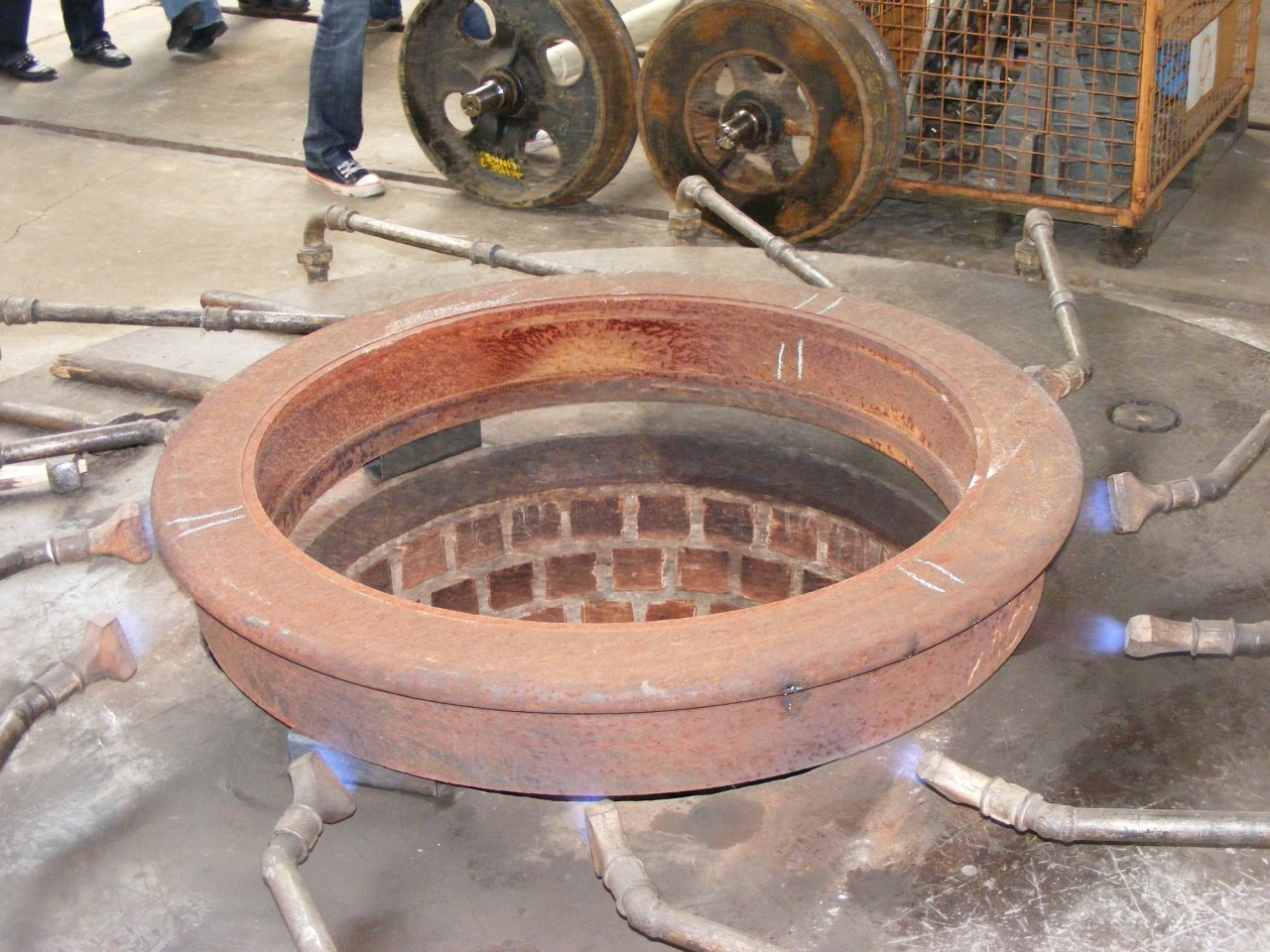
Quemador de gas para calentar llantas antes de montarlas
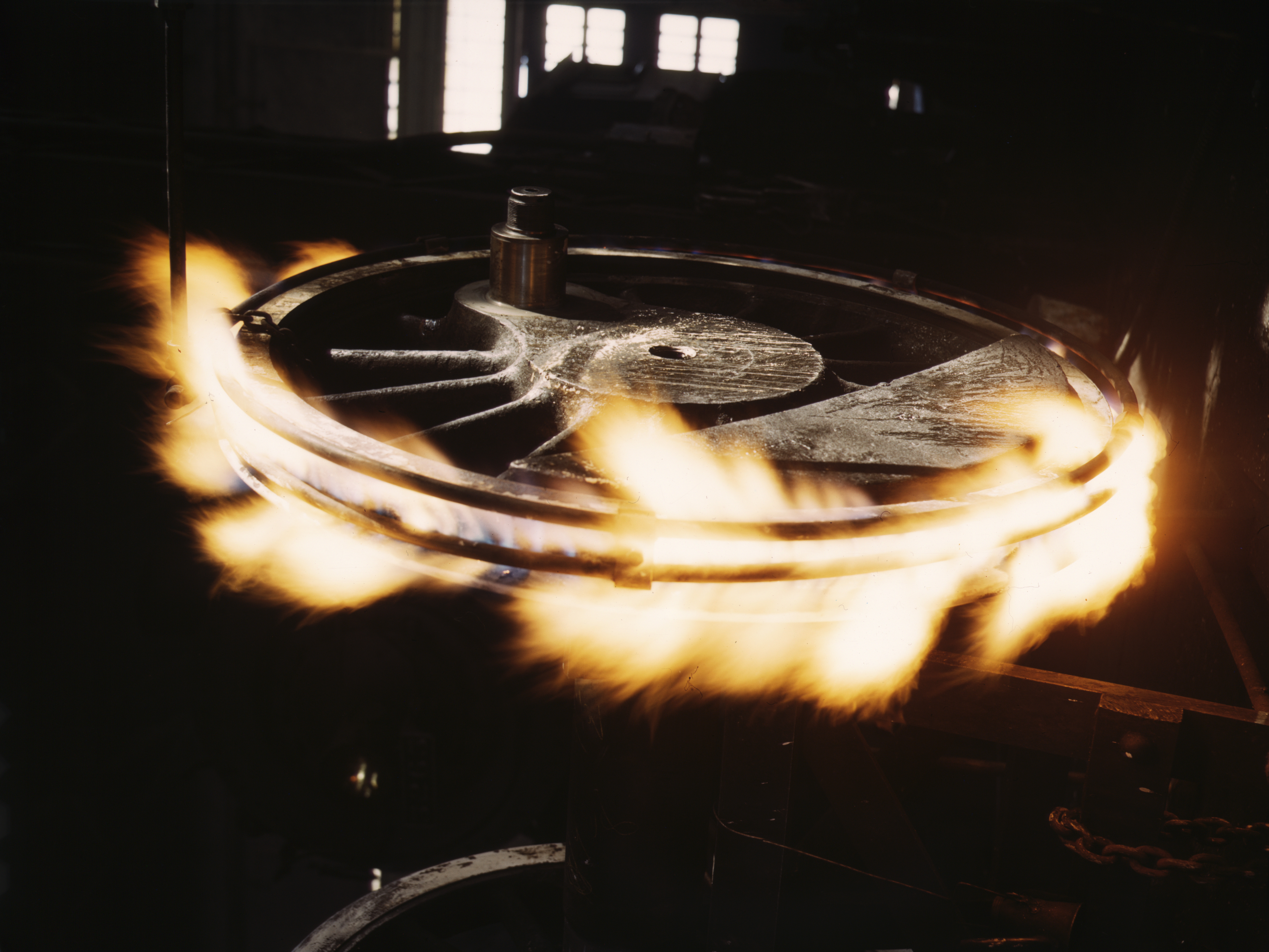
Extracción de una llanta: el quemador calienta el anillo hasta que se desengancha
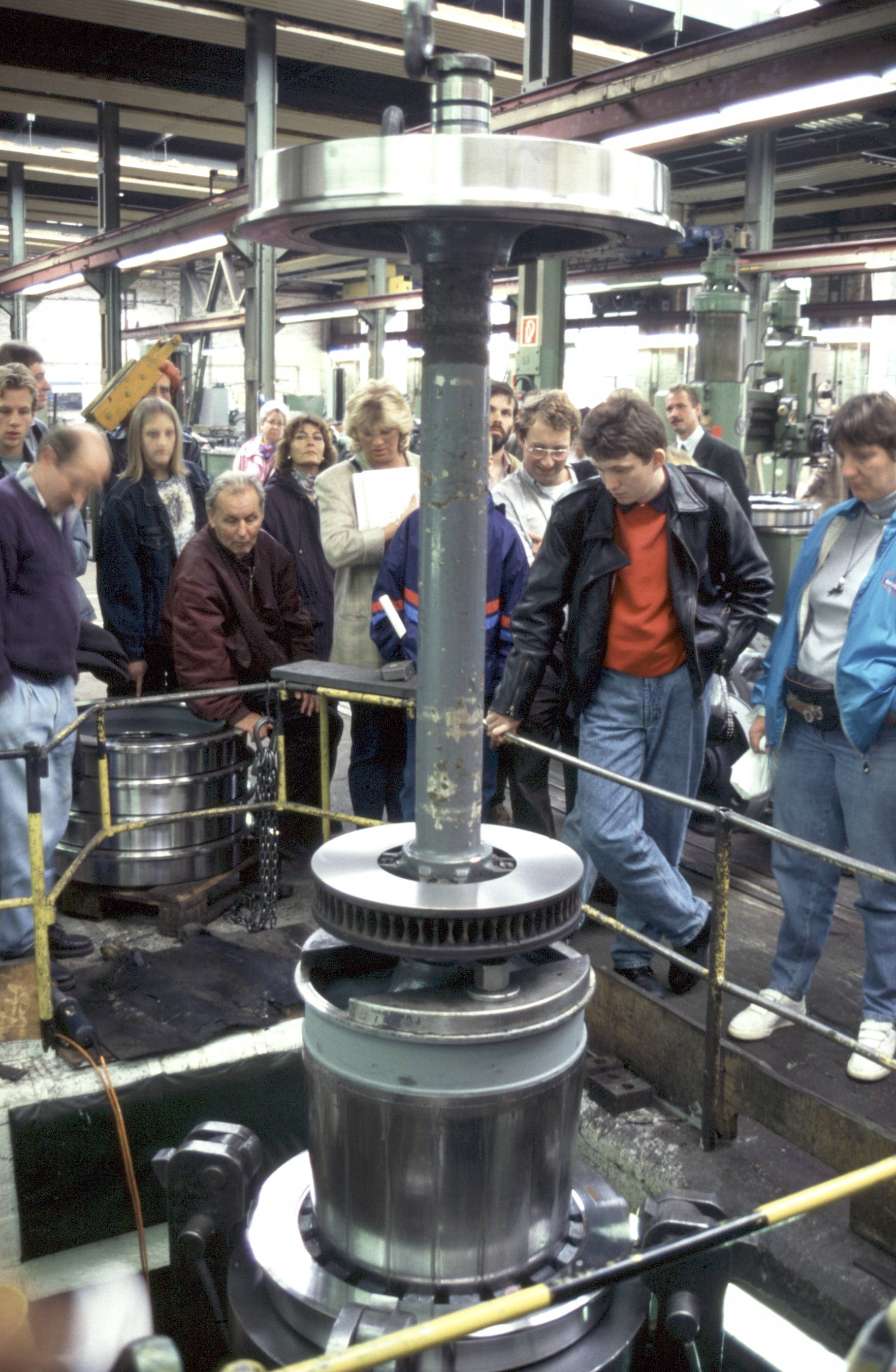
Montaje de una llanta

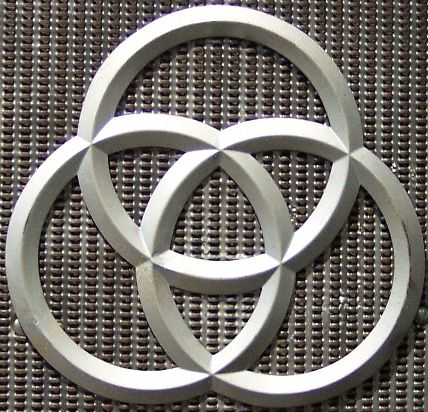
Tres llantas metálicas, logotípo de la empresa Krupp

En 1852/1853, Alfred Krupp inventó una llanta de rueda sin juntura en Essen: una pieza de acero forjado se estiraba, se le practicaba un orificio central, y mediante prensado y laminado, se convertía en un anillo perfectamente circular. Durante décadas, Krupp vendió sus llantas a la mayoría de los ferrocarriles de América del Norte, estableciendo así el éxito del posterior imperio industrial de Krupp, como conmemoran los tres anillos del logotipo de la compañía. Al mismo tiempo, Jacob Mayer logró producir llantas directamente utilizando acero fundido en la localidad de Bochum. Hasta principios del siglo XX, ambos métodos compitieron entre sí, pero al final las llantas de Krupp eran más económicas de fabricar y tenían mejores propiedades mecánicas debido a la mayor elasticidad del acero frente al acero fundido. Antes de que Krupp y Mayer inventaran las llantas de una sola pieza, se utilizaban planchas curvadas y soldadas, lo que condujo a fracturas frecuentes en la soldadura debido a la dureza exigible al acero. Para intentar paliar este problema, se ideó un procedimiento que consistía en fabricar la llanta enrollando en espiral una lámina más delgada, que a continuación se forjaba.
Una ventaja de las llantas es que con las ruedas desgastadas se evita tener que reemplazar todo el disco de la rueda. Por lo tanto, no es necesario liberar la conexión a presión existente entre el disco de la rueda y el eje. Dado que cada llanta puede recorrer por término medio más de 600.000 kilómetros sobre carriles de acero de gran dureza, debe estar hecha de un acero particularmente resistente y estar firmemente sujeta al centro de la rueda. Una desventaja es la mayor masa de este tipo de ruedas, debido a la cantidad de material necesario para garantizar el correcto ajuste del cuerpo de la rueda y las llantas; para dar estabilidad al ajuste a presión entre eje y ruedas; y debido al considerable grosor mínimo de la propia llanta. 
Entre la llanta y el disco de la rueda en ocasiones se situaba un elemento de goma, ejerciendo un cierto efecto de suspensión y suavizando la rodadura (juego de ruedas con resortes de goma). Esto aumenta la comodidad de las condiciones de circulación y ha demostrado su eficacia en vehículos de tránsito rápido urbanos. Sin embargo, el accidente ferroviario de Eschede mostró los límites de este sistema en el tráfico de alta velocidad. 

### Montaje y desmontaje
La conexión entre las llantas de acero con el cuerpo de la rueda también de acero, generalmente se realiza mediante contracción. Con este propósito, las llantas se fabrican con un diámetro ligeramente menor que el que adquieren cuando ya están montadas. Las llantas se calientan hasta que su diámetro interno es ligeramente mayor que el diámetro externo del cuerpo de la rueda debido a la expansión térmica. En estas condiciones, se monta sobre el centro de la rueda, y al enfriarse se contrae de nuevo, abrazando el cuerpo de la rueda con una considerable tensión de compresión. 
En el exterior, las llantas poseen un collar en la circunferencia interior, que sirve como tope cuando se coloca y evita desplazamientos hacia adentro. Por último, se atornilla por el interior de una ranura, en la que se inserta y se enrolla un anillo de seguridad de acero, que sirve como medida de seguridad adicional en el caso de que la llanta se afloje, en particular debido al bloqueo de los frenos o a una caja caliente. Además, también hay versiones que están diseñadas sin ranura para el anillo de retención adicional. Estas llantas también tienen en el interior un collarín de tope, que evita su movimiento lateral. El collar de tope interior está diseñado para ser mucho más pequeño que el exterior, ya que debe quedar ajustado sobre el cuerpo de la rueda cuando esta se contrae al enfriarse. 
Para su desmontaje, la llanta desgastada se corta transversalmente a la banda de rodadura, se separa del cuerpo de la rueda y se desecha. El centro de la rueda podrá seguir usándose después de comprobarse su validez. 

### Cargas sobre las llantas
Las llantas están constantemente traccionadas debido a ajuste a presión sobre el centro de la rueda. Sobre las superficies de rodadura de las llantas tradicionalmente actuaban las zapatas de los frenos, que además de la abrasión, podían producir pequeñas grietas transversales. Debido al movimiento de rodadura, el material se desplaza lentamente hacia el exterior debido a las altas fuerzas en la zona de contacto entre rueda y carril, en la que pueden concentrarse hasta unas diez toneladas de carga por rueda, produciendo a largo plazo una deformación del material hacia el borde exterior. Sin embargo, esta carga localiza sobre la banda de rodadura también contribuye a eliminar las tensiones superficiales concentradas en las fisuras producidas por el frenado, evitando el riesgo de rotura de las llantas que podrían producir las pequeñas grietas transversales. Esto es diferente cuando una pastilla de freno roza prolongadamente el borde exterior de la rueda produciendo un sobrecalentamiento: esta zona no se relaja por el trabajo de rodadura, lo que se traduce en generación de grietas de tensión desde el exterior. Las llantas se examinan por ultrasonidos para detectar este agrietamiento. Otro factor de riesgo se debe al efecto de la formación de muescas en las llantas durante los procesos de fabricación o de montaje. 
Las ruedas de ferrocarril soportan habitualmente cargas de hasta más de 11 toneladas, concentradas en la parte central de la banda de rodadura, donde además de las fuerzas del peso, se deben transmitir las fuerzas de tracción y de frenado. Las pestañas de las ruedas generalmente sufren un mayor desgaste en trazados virados con radios reducidos, aunque no contribuyen a soportar esta serie de cargas, y su función es limitar el desplazamiento lateral de los juegos de ruedas sobre la cabeza del carril. 
Sin embargo, para los tranvías, las cargas de las ruedas son inferiores a 6 toneladas. A diferencia de las ruedas de ferrocarril, la pestaña de la rueda en su flanco delantero y también en su cresta están sujetas a desgaste y deformación plástica. Dado que los tranvías tienen radios inferiores a 20 m, el desgaste lateral es especialmente más pronunciado que en las ruedas de ferrocarril. Esto se refleja en intervalos de revisión de más cortos, con intervalos de entre 20.000 y 80.000 km entre sucesivos mecanizados de un juego de ruedas. 

### Auscultación
En el pasado, un mecánico experto golpeaba las ruedas con un martillo largo y ligero (incluso cuando se un tren se detenía en una estación de paso), y dependiendo del sonido, podía saber si había alguna llanta suelta o fracturas incipientes por fatiga en un juego de ruedas. 
Actualmente, las ruedas se inspeccionan en talleres especializados, donde son monitorizadas tanto a intervalos regulares, como cuando se detecta algún episodio de sobrecalentamiento que podría producir grietas finas y aflojamiento del encaje de las piezas de un juego de ruedas. Las marcas de color permiten verificar si una llanta se ha desplazado con respecto al centro de la rueda. Las grietas capilares se pueden detectar mediante exámenes de ultrasonidos e imágenes de rayos X de estructura fina. Una llanta que se ha aflojado puede distinguirse de una llanta correctamente ajustada mediante una prueba de sonido: si el sonido es brillante en el 90% de la circunferencia y no apagado, la llanta puede considerarse firme. La rueda está marcada con líneas rojas para verificar el asiento y se puede volver a usar, siempre que no haya fugas de metal en el asiento y no se requiera una sustitución programada de la llanta por desgaste.

## Ruedas monobloque

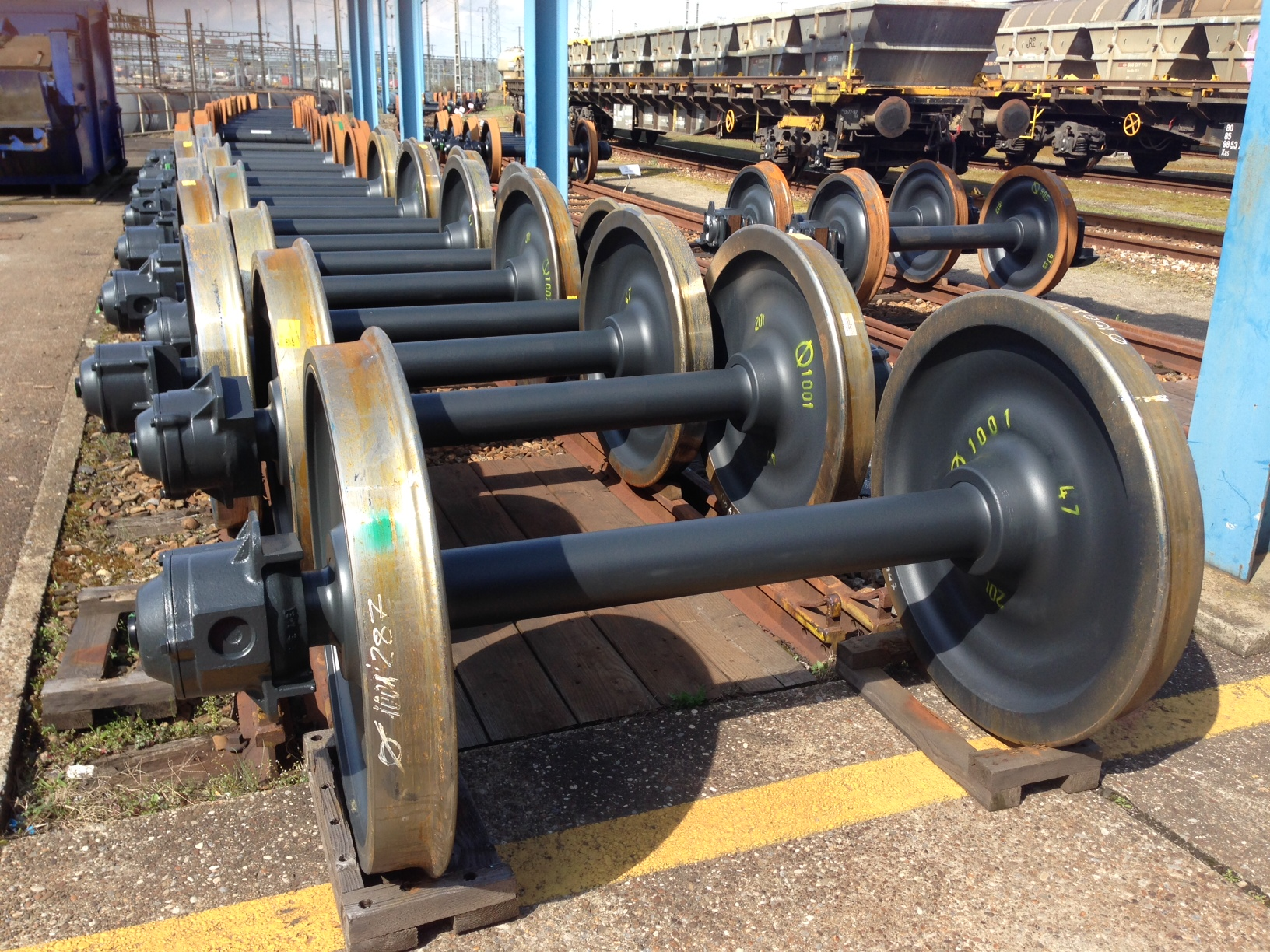
Juego de ruedas monobloque para vagones de mercancías.

En una rueda completa o monobloque, el disco de la rueda y la banda de rodadura están hechos en una sola pieza, que es lo habitual en los vehículos modernos. Con un adecuado tratamiento térmico se logra que el disco de acero fundido, relativamente blando, adquiera una banda de rodadura muy resistente al desgaste. En comparación con una rueda de dos piezas, que consiste en un disco central y una llanta perimetral, una rueda monobloque posee una fiabilidad y solidez muy superiores, pero por otro lado, cuando se desgasta la banda de rodadura, se debe reemplazar toda la rueda. En el caso de sobrecalentamiento de una rueda monobloque por un bloqueo de los frenos, a diferencia de las ruedas de dos piezas, no hay peligro de que se desprenda la llanta, pero en la dirección perimetral de la banda de rodadura se producen grandes tensiones internas, que pueden provocar la rotura del disco de la rueda. Por lo tanto, las ruedas monobloque deben inspeccionarse regularmente en busca de rastros de posibles sobrecalentamientos, siendo revisadas ultrasónicamente para detectar grietas durante el mantenimiento. En algunos casos de sobrecalentado, las ruedas se regeneran térmicamente para que no tengan que ser desechadas. Las ruedas monobloque pueden recorrer entre 1 y 2.5 millones de kilómetros. La ruedas llegan a desgastarse hasta 80 mm de diámetro (véase DB Serie 101). Una ranura de identificación en la parte delantera de la rueda muestra el alcance del límite máximo del desgaste. 

### Montaje y desmontaje
La rueda monobloque se presiona sobre el eje del juego de ruedas con una prensa. Después de montar las dos ruedas, se comprueban las distancias entre ambas, y se procede a su equilibrado. Para este propósito, se determina la excentricidad del conjunto en un torno especial y se mecanizan las ruedas hasta que se consiguen las tolerancias admisibles. El desmontaje del juego de ruedas se realiza presionándolas hacia afuera. 

### Cargas y pruebas
Una rueda monobloque sometida a los esfuerzos provocados por un freno bloqueado, está sujeta casi a las mismas cargas que la llanta de una rueda de dos piezas. Las ruedas completas también se examinan en busca de grietas en el exterior. Pero experimentan una sobrecarga adicional: cuando se sobrecalientan, el perímetro de la rueda se expande, generando tracciones sobre el área elástica central de la rueda. Una vez que se enfría, el área central previamente traccionada presiona hacia afuera sobre la banda de rodadura, que se relaja nuevamente al rodar, pero la pestaña de la rueda no lo hace así. Las tensiones acumuladas entre la rueda y la pestaña pueden producir grietas profundas. Por esta razón, las ruedas monobloque sobrecalentadas deben cambiarse, y no pueden usarse de nuevo hasta relajar las tensiones residuales en un taller. También se someten a una prueba ultrasónica completa, que incluye una medición de conductividad eléctrica. 
Las ruedas monobloque equipadas con frenos de disco alcanzan kilómetrajes muy altos sin necesidad de desmontarse. Sin embargo, excepcionalmente, puede suceder que el material de la rueda fluya desde la banda de rodadura sin razón aparente. Estos casos son muy raros y las causas no se entienden completamente. El material forma un plano unos pocos milímetros por debajo de la banda de rodadura, y por lo tanto, su vida se acorta al requerir un nuevo torneado antes del kilometraje teóricamente previsto. 

### Endurecimiento de la banda de rodadura / Endurecimiento selectivo de la huella
La rueda corre sobre el raíl y experimenta en este emparejamiento el mayor desgaste. Esto se debe al hecho de que la estructura en la banda de rodadura de la rueda terminada es perlítica. Con este propósito, solo el perímetro de la rueda (la banda de rodadura y la pestaña) se templa mediante la aplicación selectiva de agua. El puente y el cubo de la rueda no están endurecidos. El tratamiento térmico se lleva a cabo en principio de la siguiente manera: 
- Calentamiento de la rueda en un horno de alta temperatura a aproximadamente 860 °C (= austenización)
- Período a 860 °C (el tiempo de esta parte del proceso depende del material y de la sección transversal de la rueda)
- Templado del perímetro con agua o mezcla de agua y aire en un baño de enfriamiento
- Calentamiento de la rueda en el horno de baja temperatura a aproximadamente 550 °C ( revenido = relajamiento de tensiones)
- Período a 550 °C (nuevamente, el tiempo de esta parte del proceso depende del material y de la sección transversal de la rueda)
- Enfriamiento al aire

Como resultado del tratamiento térmico surgen desde el borde hacia adentro las siguientes capas: 
- Una capa dura de bainita pura
- Una capa mixta de bainita y perlita.
- Estructura básica: capa de aproximadamente el 95 % de perlita y el 5 % por ciento de ferrita

La capa dura y la capa mixta se desactivan en el mecanizado posterior, para que permanezca la estructura básica, es decir, esencialmente perlita. Los aceros forjados de baja aleación se utilizan en Europa para la producción de ruedas de ferrocarril. Las designaciones de materiales comunes son R7, R8 y R9. El estándar UIC-812-3 de la Unión Internacional de Ferrocarriles especifica las propiedades técnicas requeridas antes y después del tratamiento térmico. Las especificaciones clave están marcadas para caracterizar: 
- Dureza Brinell en 30 milímetros de profundidad.
- Resistencia al impacto
- Resistencia a la tracción
- Estructura microcristalina
- Cantidad de estrés residual

### Ruedas de bajo estrés
Con el fin de contrarrestar el calentamiento adicional y las grietas de tensión potencial resultantes debidas al efecto de los frenos, se han utilizado a gran escala los juegos de ruedas de baja tensión desde finales de la década de 1980 y desde mediados de la década de 1990. El material de las zapatas de freno puede disipar el calor del frenado resultante con menos eficacia que las suelas de freno de hierro fundido gris, de modo que el disco de la rueda tiene que disipar más energía térmica y, por lo tanto, está expuesto a mayores fluctuaciones de temperatura. 
Para combatir eficazmente las grietas de tensión causadas por las fluctuaciones de temperatura, se ha desarrollado un disco de rueda que es menos sensible a tales tensiones. Este disco de rueda difiere principalmente por su pronunciada forma de S entre el cubo de la rueda y el cuerpo de la banda de rodadura, por lo que se logra un mejor alivio de la tensión que con los discos de rueda plana. Como efecto secundario, la mayor superficie también produce una mejor disipación del calor. Dichos juegos de ruedas están marcados en los vagones de mercancías con una línea blanca vertical en la carcasa del rodamiento.

## Ruedas neumáticas

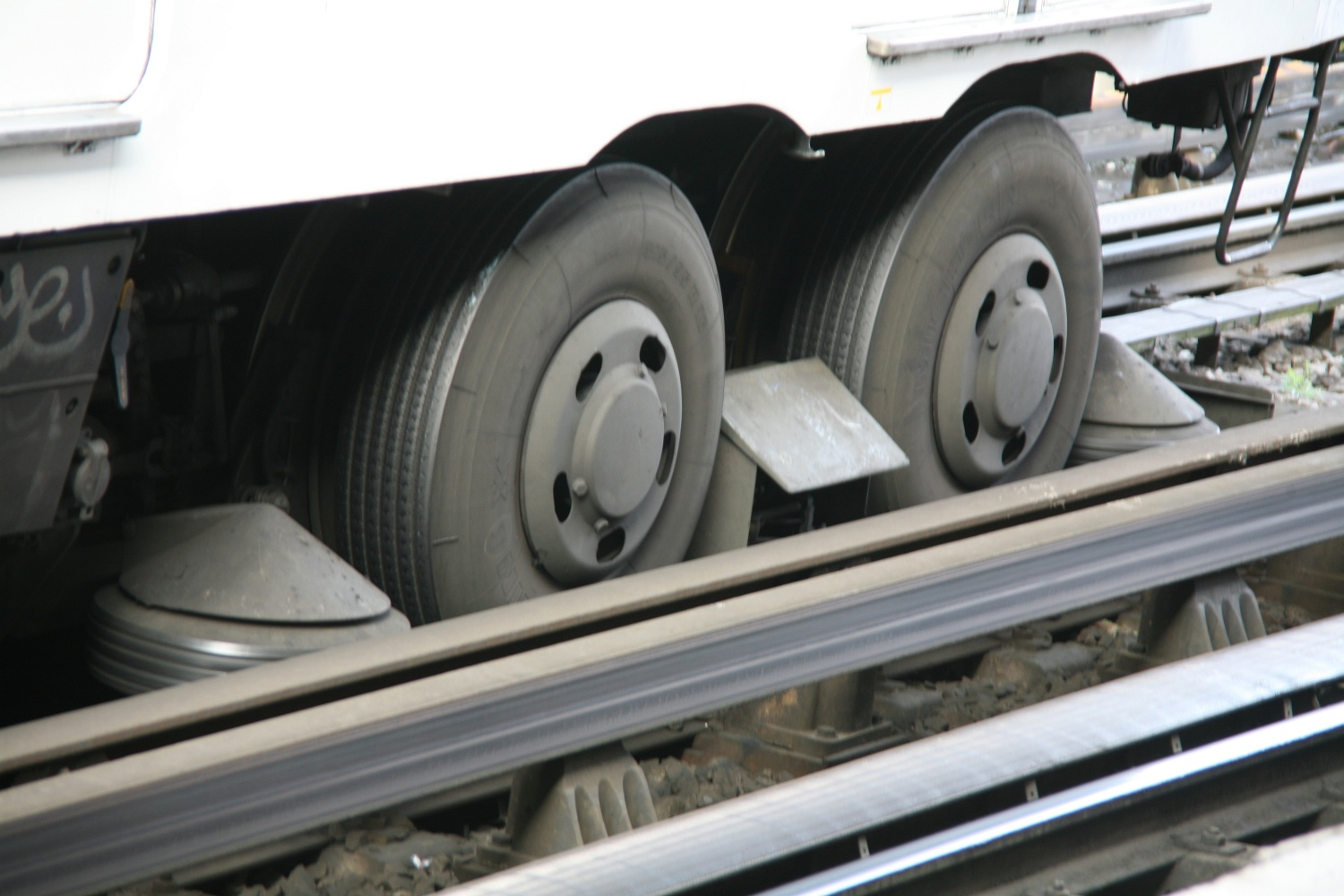
Ruedas neumáticas del metro de París

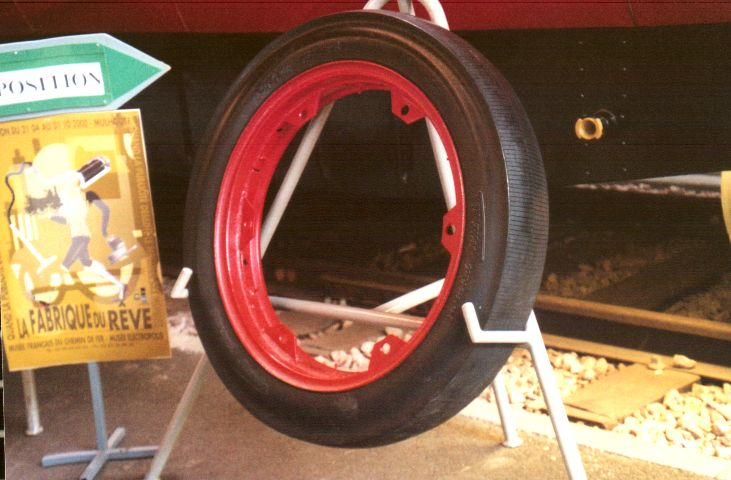
Ruedas neumáticas del automotor Michelin

Para algunos trenes metropolitanos y vehículos individuales, como por ejemplo, el automotor francés Michelin, se han utilizado ruedas neumáticas en lugar de ruedas de acero. La ventaja de estas ruedas es que el material de la banda de rodadura de goma en los rieles de acero tiene un valor de fricción estática significativamente mayor que las ruedas de acero. Esto permite rutas o tiempos de frenado y aceleración más cortos, lo que a su vez se traduce en tiempos de viaje correspondientemente más cortos y también ciclos de secuencia de trenes más densos entre estaciones ubicadas unas cerca de las otras. La fricción estática más alta también es beneficiosa para rutas con pendientes pronunciadas, como el Metro de Lausana. Además, las ruedas de goma causan mucha menos vibración que las ruedas de acero convencionales, lo cual es particularmente notable en los ferrocarriles subterráneos, especialmente cuando se dispone vía en placa, como en el Metro de Lyon. 
Dependiendo del sistema empleado, las ruedas neumáticas pueden funcionar sobre raíles estándar o en carriles especialmente diseñados al efecto. Para circular en raíles de acero estándar, así como en los desvíos, se deben colocar las pestañas de las ruedas de tren clásicas en paralelo a los neumáticos de goma. También se suelen disponer ruedas de acero adicionales, que pueden servir de elementos de circulación de emergencia en caso de pinchazos. En funcionamiento normal, las ruedas de acero adicionales no tocan las cabezas de los carriles. En el caso de los carriles diseñados exclusivamente para neumáticos de goma, se necesitan otros elementos de guía adicionales, tales como rieles de guía de seguimiento lateral y ruedas de seguimiento horizontales. 
Su construcción comparativamente compleja conlleva costos de adquisición correspondientemente más altos. Los costos de construcción de la vía son aproximadamente el doble que los de una vía ferroviaria convencional. Por el contrario, el costo de mantener la vía es menor, porque solo los neumáticos del tren están sujetos a desgaste, debido a la diferente dureza de los materiales.
Un caso especial fueron las "ruedas de patente Howden-Meredith" utilizadas en autobuses ferroviarios en Irlanda . Richard Meredith y George Howden desarrollaron una rueda de ferrocarril, en la que una llanta neumática llena de gas estaba encerrada por una llanta de acero. La compañía ferroviaria irlandesa Great Northern Railway (GNR) construyó en la década de 1930 para sí misma y para otros operadores una serie de vehículos ferroviarios basados en autobuses urbanos, donde se utilizó este sistema.

## Aspectos económicos
Los vehículos ferroviarios tienen una gran ventaja económica, ya que pueden aprovechar la energía que consumen de una manera mucho más eficiente que muchos otros vehículos. La baja fricción de las ruedas de acero sobre el carril, que por un lado causa el peor comportamiento de frenado y aceleración de los vehículos ferroviarios; pero por otro lado, permite un uso eficiente de la energía requerida incluso en viajes largos con cargas pesadas. 
Sin embargo, la utilización óptima de las características de funcionamiento de los vehículos ferroviarios requiere normas uniformes en el diseño geométrico de ruedas y vías. Los diferentes estándares de las ruedas y de las vías son una de las razones por las cuales los vehículos ferroviarios pierden parte de su eficiencia técnica tan pronto como viajan en sistemas de vías construidos con diferentes parámetros (otros países, otros tipos de vías). Velocidades medias más lentas o desiguales dan como resultado un mayor consumo de energía, y la carga de las pestañas de la rueda (especialmente en curvas) puede conducir a mayores costos de mantenimiento. 